# Rektor Univerze v Glasgowu
Rektor Univerze v Glasgowu je izvoljen za mandat treh let s strani študentov.

## Seznam
- 1690-1691 : David Boyle, 1st Earl of Glasgow
- 1691-1718 : Sir John Maxwell of Nether Park
- 1718-1720 : Mungo Graham of Gorthie
- 1720-1723 : Robert Dundas, Lord Arniston, the elder
- 1723-1725 : James Hamilton of Aikenhead
- 1725-1726 : Sir Hugh Montgomerie of Hartfield
- 1726-1729 : George Ross, Master of Ross
- 1729-1731 : Francis Dunlop of Dunlop
- 1731-1733 : John Orr of Barrowfield
- 1733-1738 : Colin Campbell of Blythswood
- 1738-1740 : George Bogle of Daldowie
- 1740-1742 : John Graham of Dugalston
- 1742-1743 : John Orr of Barrowfield
- 1743-1746 : George Bogle of Daldowie
- 1746-1748 : Sir John Maxwell of Pollock
- 1748-1750 : George Bogle of Daldowie
- 1750-1753 : Sir John Maxwell of Pollock
- 1753-1755 : William Mure of Caldwell
- 1755-1757 : John Boyle, 3rd Earl of Glasgow
- 1757-1759 : Patrick Boyle, Lord Shewalton
- 1759-1761 : James Milliken of Milliken
- 1761-1763 : James Hay, 15th Earl of Erroll
- 1763-1764 : Sir Thomas Miller
- 1764-1767 : William Mure of Caldwell
- 1767-1768 : Dunbar Douglas, 4th Earl of Selkirk
- 1768-1770 : Sir Adam Ferguson of Kilkerran
- 1770-1772 : Robert Ord
- 1772-1773 : Sir Frederick Campbell
- 1773-1775 : Charles Schaw Cathcart, 9th Lord Cathcart
- 1775-1777 : Sir James William Montgomery
- 1777-1779 : Andrew Stewart of Torrance
- 1779-1781 : James Maitland, 7th Earl of Lauderdale
- 1781-1783 : Henry Dundas, 1st Viscount Melville
- 1783-1785 : Edmund Burke
- 1785-1787 : Robert Graham of Gartmore
- 1787-1789 : Adam Smith
- 1789-1791 : Walter Campbell of Shawfield
- 1791-1793 : Thomas Kennedy of Dunure
- 1793-1795 : William Mure of Caldwell
- 1795-1797 : William McDowell of Garthland
- 1797-1799 : George Oswald of Auchencruive
- 1799-1801 : Sir Ilay Campbell of Succoth
- 1801-1803 : William Craig, Lord Craig
- 1803-1805 : Robert Dundas of Arniston
- 1805-1807 : Henry Glassford of Dugalston
- 1807-1809 : Archibald Colquhoun of Killermont
- 1809-1811 : Archibald Campbell of Blythswood
- 1811-1813 : Lord Archibald Hamilton
- 1813-1815 : Thomas Graham, Lord Lynedoch
- 1815-1817 : David Boyle, Lord Boyle
- 1817-1819 : George Boyle, 4th Earl of Glasgow
- 1819-1820 : Kirkman Finlay
- 1820-1822 : Francis Jeffrey
- 1822-1824 : Sir James Mackintosh
- 1824-1826 : Henry Brougham, 1st Baron Brougham and Vaux
- 1826-1829 : Thomas Campbell
- 1829-1831 : Henry Petty-FitzMaurice, 3rd Marquess of Lansdowne
- 1831-1834 : Henry Thomas Cockburn
- 1834-1836 : Edward Stanley, Lord Stanley
- 1836-1838 : Sir Robert Peel
- 1838-1840 : Sir James Graham, 2nd Baronet
- 1840-1842 : John Campbell, 2nd Marquess of Breadalbane
- 1842-1844 : Fox Maule Ramsay, 11th Earl of Dalhousie
- 1844-1846 : Andrew Rutherford
- 1846-1847 : John Russell, 1st Earl Russell
- 1847-1848 : William Mure of Caldwell
- 1848-1850 : Thomas Babington Macaulay
- 1850-1852 : Sir Archibald Alison
- 1852-1854 : Archibald Montgomerie, 13th Earl of Eglinton
- 1854-1856 : George Douglas Campbell, 8th Duke of Argyll
- 1856-1859 : Edward Bulwer-Lytton, 1st Baron Lytton
- 1859-1862 : James Bruce, 8th Earl of Elgin
- 1862-1865 : Henry John Temple, 3rd Viscount Palmerston
- 1865-1868 : John Inglis, Lord Glencorse
- 1868-1871 : Edward Stanley, Lord Stanley (15th Earl of Derby from 1869)
- 1871-1877 : Benjamin Disraeli
- 1877-1880 : William Gladstone
- 1880-1883 : John Bright
- 1883-1884 : Henry Fawcett
- 1884-1887 : Prof. Edmund Law Lushington
- 1887-1890 : Robert Bulwer-Lytton, 1st Earl of Lytton
- 1890-1893 : Arthur James Balfour
- 1893-1896 : Sir John Eldon Gorst
- 1896-1899 : Joseph Chamberlain
- 1899-1902 : Archibald Primrose, 5th Earl of Rosebery
- 1902-1905 : George Wyndham
- 1905-1908 : H. H. Asquith
- 1908-1911 : George Nathaniel, 1st Baron Curzon of Kedleston
- 1911-1914 : Augustine Birrell
- 1914-1919 : Raymond Poincaré
- 1919-1922 : Andrew Bonar Law
- 1922-1925 : F. E. Smith, 1st Earl of Birkenhead
- 1925-1928 : Sir Austen Chamberlain
- 1928-1931 : Stanley Baldwin
- 1931-1934 : Compton Mackenzie
- 1934-1937 : Sir Iain Colquhoun
- 1937-1938 : Rev Dick Sheppard
- 1938-1945 : Sir Archibald Sinclair
- 1945-1947 : Sir John Boyd-Orr
- 1947-1950 : Walter Elliot
- 1950-1953 : John MacCormick
- 1953-1956 : Dr Tom Honeyman
- 1956-1959 : Rab Butler
- 1959-1962 : Quintin Hogg, 2nd Viscount Hailsham
- 1962-1965 : Poglavar Albert Lutuli
- 1965-1968 : John Reith, 1st Baron Reith
- 1968-1971 : Rev. George MacLeod
- 1971-1974 : Jimmy Reid
- 1974-1977 : Arthur Montford
- 1977-1980 : John L. Bell
- 1980-1984 : Reginald Bosanquet
- 1984-1987 : Michael Kelly
- 1987-1990 : Winnie Madikizela-Mandela
- 1990-1993 : Pat Kane
- 1993-1996 : Johnny Ball
- 1996-1999 : Richard Wilson
- 1999-2000 : Ross Kemp
- 2001-2004 : Greg Hemphill
- 2004-2005 : položaj nezaseden
- 2005-2008 : Mordechai Vanunu
- 2008-2014 : Charles Kennedy
- 2014-sedanjost : Edward Snowden